# Tipula daitenjoensis
Tipula daitenjoensis är en tvåvingeart som beskrevs av Alexander 1955. Tipula daitenjoensis ingår i släktet Tipula och familjen storharkrankar. Inga underarter finns listade i Catalogue of Life.